# Wolfgang Herr
Wolfgang Herr (* 1965 in Worms) ist ein deutscher Internist, Hämatologe und Hochschullehrer in Regensburg.

## Werdegang
Nach dem Abitur 1984 am Gymnasium Weierhof/Pfalz studierte Wolfgang Herr an den Universitäten Mainz, Tübingen und Jena Humanmedizin und schloss das Studium 1991 mit dem medizinischen Staatsexamen in Mainz ab. Während des Studiums wurde er Mitglied in den Kösener Corps Hassia Gießen zu Mainz, Saxonia Konstanz und Thuringia Jena. Von 1991 bis 2002 absolvierte er am Universitätsklinikum Mainz seine Assistenzarzt-Weiterbildungen in den Fächern Innere Medizin und später Hämatologie und Onkologie. Unterbrochen wurde dieser Zeitraum von Forschungsaufenthalten im Rahmen von Stipendien der Europäischen Union (EU) am Karolinska-Institut in Stockholm/Schweden und der Deutschen Forschungsgemeinschaft (DFG) an der Universität Pittsburgh/USA. 1992 promovierte er mit der Schrift Bestimmung der Frequenz autologer tumorreaktiver cytotoxischer T-Lymphozyten (CTL) im Blut von Tumorpatienten am Fachbereich Medizin der Universität Mainz, 2002 folgte dort ebenfalls die Habilitation und venia legendi im Fach Innere Medizin mit einem Thema aus dem Bereich T-Zell-Immunologie bei Tumoren und Viren. 2004 war er für die vertiefte Ausbildung in Blutstammzelltransplantation und Zelltherapie am Fred Hutchinson Cancer Research Center in Seattle/USA tätig. Von 2002 bis 2009 arbeitete er als Oberarzt der III. Medizinischen Klinik und Poliklinik – Hämatologie und Onkologie, von 2009 bis 2013 dann als leitender Oberarzt des Bereichs Blutstammzelltransplantation am Universitätsklinikum Mainz. 2009 nahm er den Ruf auf die W2-Professur zur Leitung der von ihm federführend beantragten Klinischen Forschungsgruppe 183 „Optimierte Allogene Lymphozytentherapie“ der DFG in Mainz an.
Im Jahr 2013 folgte Wolfgang Herr dem Ruf auf die W3-Professur (Lehrstuhl) für Hämatologie und internistische Onkologie an die Universität Regensburg und wurde Direktor der Klinik und Poliklinik für Innere Medizin III – Hämatologie und internistische Onkologie am Universitätsklinikum Regensburg. Seit 2018 ist er Sprecher des Sonderforschungsbereichs TRR 221 „Modulation of graft-versus-host and graft-versus-leukemia immune responses after allogeneic stem cell transplantation“ der DFG, und seit 2022 2. Sprecher des Nationalen Centrums für Tumorerkrankungen am Standort WERA (Würzburg, Erlangen, Regensburg, Augsburg). Er ist seit 2019 Forschungsdekan der Fakultät für Medizin der Universität Regensburg.

## Wirken
Wolfgang Herr beschäftigt sich in seiner Forschung vor allem mit der allogenen Blutstammzelltransplantation und Zelltherapie zur Behandlung von Leukämien und Lymphomen. Er möchte diese Therapieformen durch die Modulation des Immunsystems effektiver und nebenwirkungsärmer machen und untersucht hierbei auch Möglichkeiten der Umsetzung von Ergebnissen aus der Grundlagenforschung in die klinische Anwendung. Die wissenschaftlichen Arbeiten von Wolfgang Herr wurden bzw. werden u. a. durch die Deutsche Forschungsgemeinschaft, das Bundesministerium für Bildung und Forschung, die Europäische Union, die Deutsche Krebshilfe, die Wilhelm Sander-Stiftung und die Else Kröner-Fresenius-Stiftung gefördert.

## Auszeichnungen und Mitgliedschaften
- Mitglied Wissenschaftlicher Beirat der Bundesärztekammer (seit 2023)
- Vorstandsmitglied Comprehensive Cancer Center Alliance Würzburg, Erlangen, Regensburg, Augsburg (CCC WERA) (seit 2021)
- Sprecher des „Center for Immunomedicine in Transplantation and Oncology“ (CITO; Forschungsgebäude nach Art. 91b GG / Wissenschaftsrat) (seit 2020)
- Forschungsdekan der Fakultät für Medizin der Universität Regensburg (seit 2019)
- Mitglied Kuratorium des Fraunhofer-Instituts für Toxikologie und Experimentelle Medizin (2019–2024)
- Friedrich von Klinggräff-Medaille 1993